# The Next Decade
The Next Decade – trzydziesty piąty singel japońskiego artysty Gackta, wydany 11 sierpnia 2009 roku. Utwór tytułowy został wykorzystany jako opening w filmie Kamen Rider Decade: All Riders vs. Dai-Shocker. Limitowana edycja CD+DVD zawierała dodatkowo teledysk do utworu The Next Decade. Singel osiągnął 4 pozycję w rankingu Oricon i pozostał na listach przebojów przez 9 tygodni. Sprzedano 56 335 egzemplarzy.

## Lista utworów
Wszystkie utwory zostały napisane przez Shoko Fujibayashi.
| Nr | Tytuł                            | Kompozycja | Aranżacja             | Czas |
| -- | -------------------------------- | ---------- | --------------------- | ---- |
| 1. | "The Next Decade"                | Ryo        | Kōtarō Nakagawa & Ryo |      |
| 2. | "T.N.D.Orchestra Attack Ride"    | Ryo        | Kōtarō Nakagawa       |      |
| 3. | "The Next Decade" (Instrumental) | Ryo        | Kōtarō Nakagawa & Ryo |      |